# Химинец, Василий Васильевич
Василий Васильевич Химинец (укр. Василь Васильович Химинець; род. 24 августа 1948, с. Кольчино, Закарпатская область) — советский и украинский государственный и партийный деятель, учёный-радиофизик. Первый секретарь Закарпатского обкома КП Украины (1991). Доктор физико-математических наук (1985), профессор (1988).

## Биография
Родился в семье рабочего.
В сентябре 1966 — июне 1971 г. — студент Ужгородского государственного университета. Окончил университет по специальности «радиофизик».
С июня 1971 года — старший лаборант, старший инженер, младший и старший научный сотрудник, заведующий отраслевой лаборатории Министерства электронной промышленности СССР при Ужгородском государственном университете. Работая в университете, избирался секретарем комсомольской организации физического факультета и членом комитета комсомола Ужгородского государственного университета. С 1983 года — начальник научно-исследовательского сектора и проблемной лаборатории, заведующий кафедрой физических основ микроэлектроники Ужгородского государственного университета.
Член КПСС с 1984 года.
В 1988 — июле 1990 г. — секретарь партийной организации КПУ физического факультета и заместитель секретаря партийного комитета КПУ Ужгородского государственного университета, член Ужгородского городского комитета КПУ, депутат Закарпатского областного совета.
В июне 1990 — июле 1991 г. — секретарь Закарпатского областного комитета КПУ.
2 июля — август 1991 — 1-й секретарь Закарпатского областного комитета КПУ.
С февраля 1992 года — заведующий кафедрой педагогики, психологии и методики преподавания Закарпатского института методики обучения и воспитания, повышения квалификации педагогических кадров (Закарпатского института последипломного педагогического образования) в Ужгороде. Одновременно, в 1990—1994 г. — председатель экономического совета города Ужгорода.
Автор более 250 научных трудов, 56 патентов на изобретения.

## Награды
- ордена
- медали
- лауреат Государственной премии Украинской ССР в области науки и техники (1989)
- заслуженный изобретатель Украинской ССР (1988)